# Славная революция
«Славная революция» (англ. Glorious Revolution) — принятое в историографии название государственного переворота 1688 года в Англии, в результате которого был свергнут король Яков II Стюарт. В перевороте участвовал нидерландский экспедиционный корпус под командованием принца Вильгельма Оранского, который стал новым королём Англии под именем Вильгельма III (в совместном правлении со своей женой Марией II Стюарт, дочерью Якова II). Переворот получил широкую поддержку среди самых разных слоёв английского общества. Маколей считал данное событие центральным во всей истории Англии.
Данное событие встречается в исторической литературе под названиями «Революция 1688 года» и «Бескровная революция»; последнее название, однако, отражает только характер перехода власти в Англии и не учитывает войны с якобитами в Ирландии и Шотландии.

## Историческая обстановка

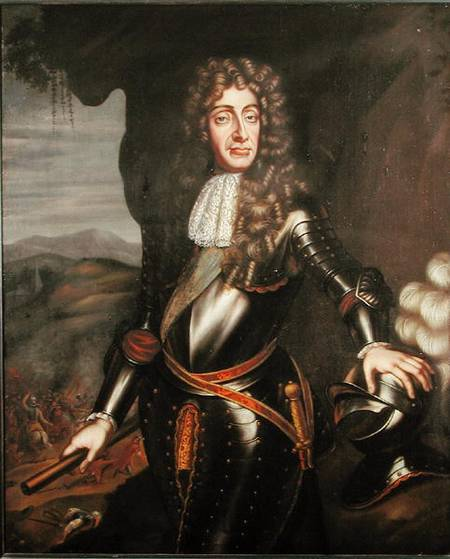
Яков II Стюарт

В 1685 году после смерти английского короля Карла II, не имевшего законных детей, на трон Англии и Шотландии вступил его младший брат Яков II, дядя и тесть Вильгельма Оранского. Первоначально английское общество, помнившее эксцессы недавней революции, отнеслось к нему лояльно. Избранный парламент состоял в основном из консерваторов (тори).
Однако уже через несколько месяцев после коронации Яков, открыто исповедовавший католическую веру, начал проводить политику, вызвавшую крайнее неудовольствие протестантского большинства (по оценкам, католики составляли примерно 2–3 % населения Англии). Под предлогом борьбы с мелкими мятежами король создал постоянную армию, размер которой быстро вырос до 40 тысяч солдат, и вооружил её мощной артиллерией, причём предпочтение при наборе солдат отдавалось католикам из Ирландии. В ноябре того же 1685 года парламент был распущен и больше уже за весь период правления Якова не собирался.
Политика «религиозной терпимости» по отношению к католикам вызвала резкий протест англиканских епископов, а также общественности, возмущённой начавшимся изгнанием протестантов из соседней Франции после отмены Нантского эдикта (1685). Король в ответ приказал заключить 10 епископов в Тауэр. В 1687 году король выпустил «Декларацию о религиозной терпимости», благоприятную для католиков, которая, однако, имела неожиданные последствия, выведя из подполья многочисленных ранее преследовавшихся пуритан-диссентеров.
Опасения католической реставрации в стране и нового передела собственности оттолкнули от короля его естественных сторонников — тори. В Англию массово возвращались католические монашеские ордена — бенедиктинцы, кармелиты, францисканцы, а иезуиты открыли в Лондоне католическую школу. На все ключевые посты в стране король назначал католиков, в том числе пять католиков вошли в состав Тайного совета. За период своего правления Яков II заменил до девяти десятых мировых судей в каждом графстве, причём их места неизменно занимали католики. Все проявившие малейшее недовольство или непослушание немедленно смещались со своих должностей. Часть оппозиционеров эмигрировала в Голландию.
Особенную тревогу англикан вызвало королевское разрешение католикам занимать офицерские должности в армии. Могущественный французский король Людовик XIV заверил Якова в своей полной поддержке. Папа Римский Иннокентий XI, человек осторожный и проницательный, советовал Якову не форсировать события, но Яков не внял его совету.
Некоторое время противники Якова надеялись на смерть пожилого короля, после чего трон Англии заняла бы его дочь-протестантка Мария, жена Вильгельма. Однако в 1688 году у 55-летнего Якова II неожиданно родился сын, и это событие послужило толчком к перевороту.
Рождение наследного принца вызвало у многих удивление и недоверие, подозревали «папистский обман» — до этого все десять беременностей королевы Марии Моденской неизменно заканчивались выкидышами, рождением мёртвого ребёнка или скорой его смертью. Ходили упорные слухи, что в Сент-Джеймский дворец тайно принесли чужого ребёнка в большой металлической грелке для постели. Слухи подогревались тем, что при рождении наследника присутствовали в основном католики, не допустили даже принцессу Анну.
Противники короля (как тори, так и виги) сплотились в тайной оппозиции, умеренное крыло которой возглавил маркиз Галифакс, а более радикальное — граф Дэнби (Томас Осборн). Что особо важно, в заговоре участвовала и часть армейских офицеров, включая командующего армией Джона Черчилля. Совместно они решили обсудить вариант смены «тирана-паписта» на голландскую чету — Марию и Вильгельма.
Принц Вильгельм Оранский был крупнейшей фигурой среди протестантских правителей во всей Европе, и его как правителя Нидерландов тревожило укрепление Яковом II английской армии и флота, особенно в свете перспективы возможного англо-французского союза и ожидаемого нового французского вторжения в Нидерланды. Поэтому отстранение Якова II от власти представлялось Вильгельму крайне желательным даже независимо от собственных перспектив стать правителем Англии. К этому времени Вильгельм несколько раз посетил Англию и завоевал там большую популярность.

## Революция
В 1688 году Яков II усилил гонения на англиканское духовенство и окончательно рассорился с тори. Защитников у него практически не осталось (Людовик XIV был занят войной за Пфальцское наследство). В июне семь видных английских политиков, представлявших радикальную оппозицию — граф Т. Денби, граф Ч. Шрусбери, лорд У. Кавендиш, виконт Р. Ламли, адмирал Э. Рассел, епископ Лондонский Г. Комптон и Г. Сидни — написали секретное приглашение Вильгельму, где заверялось, в частности, что 19 из 20 англичан будут очень рады перевороту и воцарению протестантского короля. Послание переправил в Гаагу адмирал Герберт, переодетый матросом. Остальные заговорщики разъехались по стране, чтобы собрать приверженцев и деньги на предстоящую войну с королём. В августе свою поддержку письменно обещал Вильгельму генерал Джон Черчилль. Несколько месяцев Вильгельм выжидал, опасаясь, что Людовик XIV двинет войска на Голландию, но французский король предпочёл вторгнуться в Германию. Это решило судьбу операции.
Скрыть цель и масштаб военных приготовлений Вильгельма было невозможно, и в октябре король Яков попытался смягчить враждебное отношение своих подданных. В частности, он объявил о восстановлении нескольких уволенных лордов-протестантов, прекращении деятельности католических школ и исключении католиков из будущего парламента. Но было уже слишком поздно. Король призвал английских епископов подписать протест против вторжения, однако, к его удивлению и испугу, они категорически отказались это сделать. Одновременно король спешно предпринял ряд мер по организации обороны: объявил дополнительный набор солдат и матросов, перевёл в Англию пехотные батальоны и кавалерийские полки из Ирландии и Шотландии, собрал военный флот из тридцати трёх крупных кораблей и шестнадцати брандеров. Союзный французский флот был в это время занят в Средиземном море.

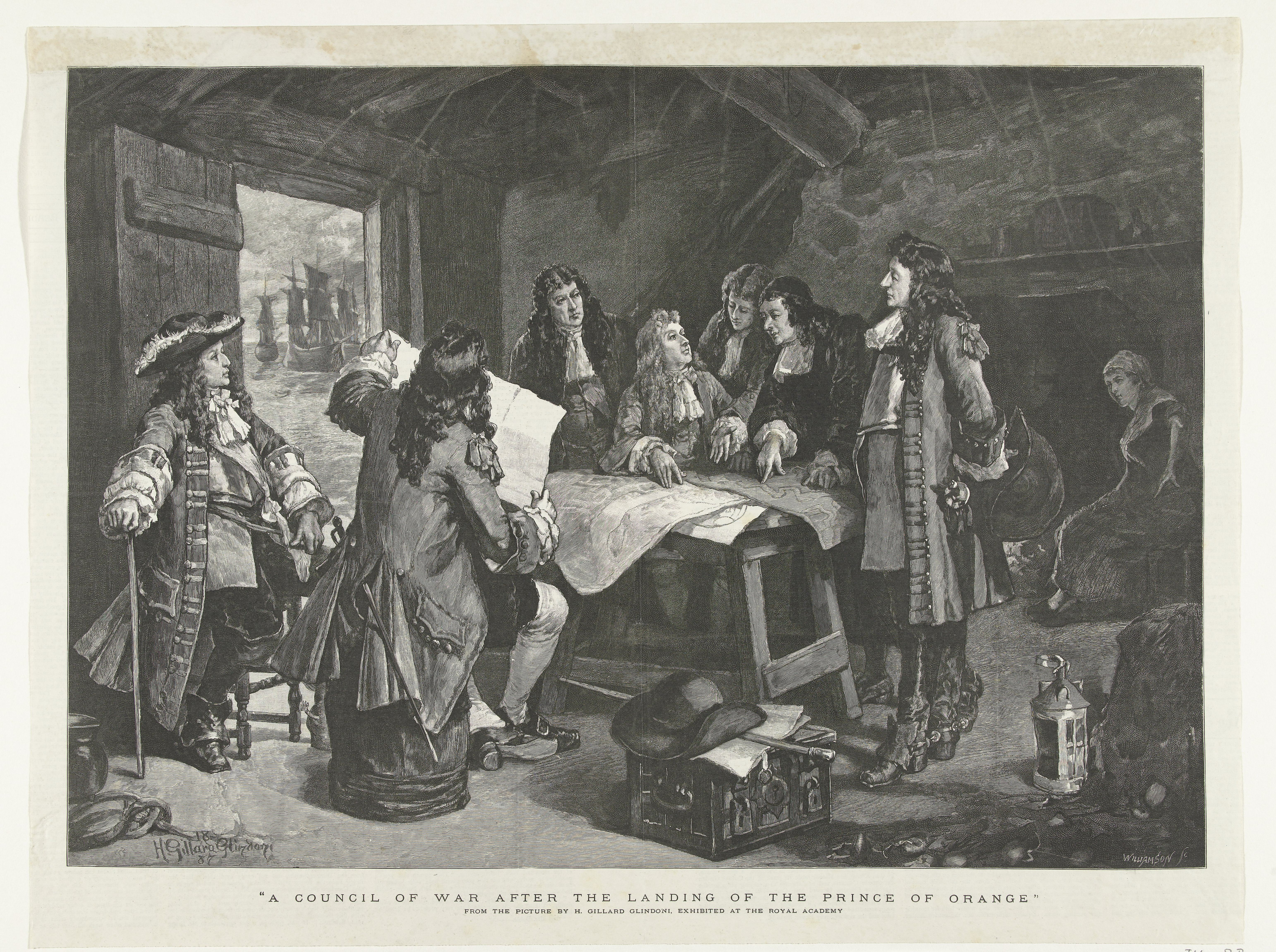
Военный совет Вильгельма III в рыбацкой хижине после высадки на берег 15 ноября 1688 года. Иллюстрация Джона Глиндони.

Яков II ожидал высадки на севере или востоке Англии, где ненависть к «папистам» была особенно сильной, Вильгельм, однако, предпочёл юго-западную Англию (вблизи Торбея). Высадка произошла 5 (15) ноября 1688 года, армия Вильгельма состояла из 40 тысяч пехотинцев (включая матросов) и 5 тысяч кавалеристов. Практически все они были протестантами, в их числе были английские виги-эмигранты и прусские союзники. На армейском штандарте были начертаны слова: «Я буду поддерживать протестантизм и свободу Англии». По всей стране начались вооружённые выступления против короля — активно поддержали переворот буржуазия, протестантское духовенство, видные парламентарии и даже королевские министры. Младшая дочь короля Анна по совету своей наперсницы, жены Джона Черчилля Сары, уехала в лагерь Вильгельма.
Армия Якова II, ослабленная массовым дезертирством, сосредоточилась в Солсбери, однако ни одного серьёзного сражения не произошло, большинство военачальников сразу перешли на сторону Вильгельма, включая генерал-лейтенанта Джона Черчилля. По существу единственное столкновение между войсками Вильгельма и Якова (в основном ирландцами, под командованием Патрика Сарсфилда) произошло 8 декабря 1688 года у города Рединг. Сторонники Вильгельма одержали победу, принудив якобитов отступить с небольшими потерями — от 20 до 50 солдат и один офицер.

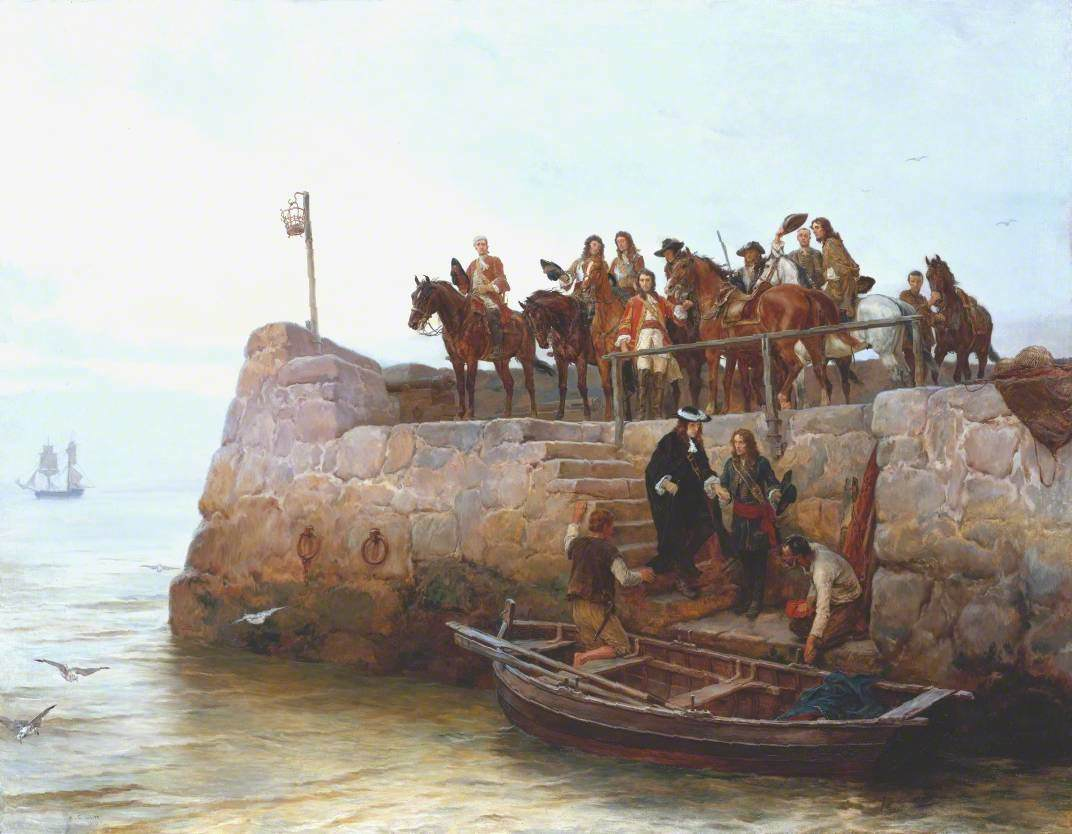
Свергнутый король Яков II покидает Англию. Художник Эндрю Каррик Гоу

Потеряв надежду на армию, Яков II вернулся в Лондон, где застал практически пустой двор. Он отправил во Францию жену и сына, объявил всеобщую амнистию мятежникам и попытался вступить в переговоры с Оранским. 11 декабря король, брошенный всеми и всерьёз опасавшийся за свою жизнь, попытался бежать, но был пойман и возвращён в Лондон, уже присягнувший Вильгельму. В конце декабря Вильгельм помог Якову бежать во Францию, откуда тот попытался отвоевать Ирландию, но без всякого успеха.

## Дальнейшие события
Вильгельм отверг предложение тори, чтобы на престол вступила Мария, а Вильгельм остался бы только консортом. В январе 1689 года парламент провозгласил Вильгельма и его супругу монархами Англии и Шотландии на равных правах. 9 сентября 1689 года (по григорианскому летоисчислению) Вильгельм III присоединился к Аугсбургской лиге против Франции. Спустя 5 лет Мария умерла, и в дальнейшем Вильгельм правил страной сам.
В годы правления Вильгельма III были проведены глубокие реформы, заложившие основу политической и экономической системы страны. В эти годы начинается стремительный взлёт Англии и её превращение в могучую мировую державу. Одновременно закладывается традиция, по которой власть монарха ограничивается рядом законоположений, установленных фундаментальным «Биллем о правах». Так в стране произошла окончательная смена абсолютной монархии на конституционную, существующую и в наши дни. Уменьшилась дискриминация протестантских меньшинств (Акт о веротерпимости), но сохранилась, а затем усилилась дискриминация католиков — они, в частности, не могли занимать престол и лишались права голоса, см. Акт о престолонаследии.
В Северной Америке Славная революция ускорила Бостонское восстание 1689 года.

## Значение
По мнению  Дарона Аджемоглу и Джеймса Робинсона, изложенному в книге «Почему одни страны богатые, а другие бедные», Славная революция завершила почти столетнюю борьбу широкой общественной коалиции вокруг Парламента и монархов из династии Стюартов, и тем самым положила начало первому государству с плюралистическими политическими институтами, защитой имущественных прав широких слоёв общества (а не только элиты), в котором все граждане могли участвовать в экономических отношениях с целью получения прибыли. Победу одержала именно широкая коалиция из разных слоёв общества, поэтому узурпация власти со стороны одной из его узких групп стала существенно сложнее, а потенциальные выгоды от этой узурпации — меньше, поскольку монополии, служившие источником доходов элиты, были упразднены. В итоге Славная революция послужила причиной начала промышленной революции и лидерства Великобритании в мире в XVIII и XIX веке.